# Captain Blood (comics)
Héros d'un roman de Rafael Sabatini paru en 1922 et du film homonyme de Michael Curtiz sorti en 1935, le capitaine Blood est devenu au début des années 1950 le protagoniste de plusieurs séries de comics.

## Comics

### Famous Authors
C’est dans le n°2 (1950) de cette collection de Seabord Publishers qui imite les Classics Illustrated que le fameux banni apparaît la première fois en BD. Il s’agit d’une adaptation pure et simple du roman. Si les 45 planches sont signées Hokefer, on ne connaît pas en revanche le nom de l’adaptateur.

### Thriller Pictures Library
Thriller Pictures Library est une collection britannique de petits formats qui, de novembre 1951 à mai 1963, a publié 450 numéros, chacun d’entre eux étant dédié à un seul personnage. Certains, de par leur popularité, eurent droit cependant à des suites. Captain Blood est de ceux-là, le premier numéro étant bien entendu une adaptation du roman.
- #50 Captain Blood

Couverture : Septimus Scott ; dessins : Stephen Chapman ; scénario : Joan Whitford d'après le roman homonyme
- #84 The Chronicles of Captain Blood

Couverture : George Cattermole ; dessins : Robert Forrest ; scénario  d'après le roman homonyme
- #145 Fortunes of Captain Blood

Couverture et dessins : John Millar Watt ; scénario : Joan Whitford (sous le pseudonyme de Barry Ford) d'après le roman The Fortunes of Captain Blood
- #168 Captain Blood Sails Again

Couverture : James E. McConnell ; dessins : Guido Buzzelli ; scénario : Joan Whitford (sous le pseudonyme de Barry Ford) d'après le roman The Fortunes of Captain Blood

### Captain Blood
En 2009, Slave Labor Graphics confie une nouvelle adaptation du roman de Sabatini à Matthew Shepherd. C’est Michael Shoyket qui est chargé des dessins des cinq tomes initialement prévus,. Le choix est de publier des dessins en noir et blanc, entre crayonnés et encrage définitif.